# Amathusia phidippus
Amathusia phidippus är en fjärilsart som beskrevs av Carl von Linné 1763. Amathusia phidippus ingår i släktet Amathusia och familjen praktfjärilar. Inga underarter finns listade i Catalogue of Life.

## Bildgalleri

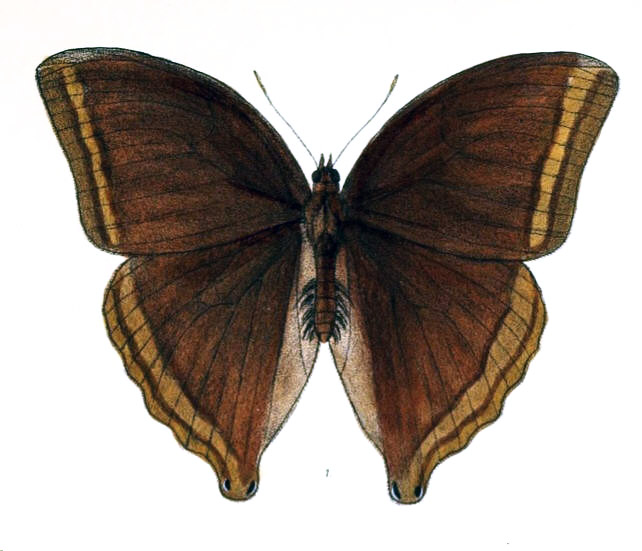